# Hit or Miss (film 1919)
Hit or Miss è un film muto del 1919 diretto da Dell Henderson.

## Trama
J. Butterfield Conroy, noto familiarmente come "Butts", ha ereditato da suo padre solamente cinquecento dollari con la clausola che potrà entrare in possesso dell'intera eredità solo quando potrà dimostrare incontrovertibilmente di aver fatto qualcosa per l'umanità.

A New York, al ristorante, mentre zio Angus, un eccentrico entomologo, corre dietro a una farfalla, Butts incontra Mary Bruce MacDowell, la nipote di Angus che, con il suo fascino, riesce subito a stregarlo. Ormai innamorato, Butts segue Mary in un posto dove il professore sta cercando un insetto raro. Il giovane si mette a giocare a poker, perdendo subito tutti i suoi soldi. Così, si incammina per Manhattan dove incontra Frank Morrison, un conoscente, che si è messo in testa di corteggiare Mary. Per ingraziarsi zio Angus, Morrison assume Butts che lo farà passare per uno scienziato. Lo stratagemma riesce, ma Mary, che si è innamorata di Butts, respinge le attenzioni di Morrison. Angus, che sta per cadere vittima di un imbroglione brasiliano, tale Ybor Cavallo, sfugge per miracolo all'incendio del suo laboratorio, salvato proprio da Butts che, in questo modo, entra definitivamente nelle sue grazie. Il professore benedice il matrimonio della nipote con il suo salvatore e Butts, che ora può dimostrare di aver fatto qualcosa per l'umanità, eredita anche tutto il resto del patrimonio paterno.

## Produzione
Il film fu prodotto dalla World Film.

## Distribuzione
Il copyright del film, richiesto dalla World Film Corp., fu registrato il 23 marzo 1919 con il numero LU13547.
Distribuito dalla World Film, il film uscì nelle sale cinematografiche statunitensi il 24 marzo 1919.
Non si conoscono copie ancora esistenti della pellicola che viene considerata presumibilmente perduta.